# Pararge helena
Pararge helena är en fjärilsart som beskrevs av Hans-Joachim Hannemann 1915. Pararge helena ingår i släktet Pararge och familjen praktfjärilar. Inga underarter finns listade i Catalogue of Life.